# Thysanostoma loriferum
Thysanostoma loriferum is een schijfkwal uit de familie Thysanostomatidae. De kwal komt uit het geslacht Thysanostoma. 